# 谷島洋司
谷島 洋司（やじま ようじ、1963年1月24日 - ）は、日本の政治家。茨城県石岡市長（2期）。元茨城県議会議員（1期）

## 来歴
茨城県石岡市出身。石岡市立瓦会小学校、石岡市立有明中学校、茨城県立石岡第一高等学校、立正大学経済学部、郵政大学校卒業。
郵政省主計課、関東郵政省勤務等を経て、1997年（平成9年）から2018年（平成30年）3月まで、瓦会郵便局長を務めた。
2018年（平成30年）12月の茨城県議会議員選挙に無所属で立候補し初当選した。当選後自民党に入党。
2020年（令和2年）4月7日、当時の石岡市長今泉文彦がパーキンソン病の闘病による体力、気力の限界から辞職。谷島は、今泉の辞職に伴い4月26日に行われた市長選挙に立候補し、元市長公室長の佐々木敏夫らを破り初当選を果たした。
2024年（令和6年）4月21日に行われた市長選挙に元石岡市議会議員の石橋保卓を破り再選。